# Festuca argentinensis
Festuca argentinensis är en gräsart som först beskrevs av St.-yves, och fick sitt nu gällande namn av Anna Maria Türpe. Festuca argentinensis ingår i släktet svinglar, och familjen gräs. Inga underarter finns listade i Catalogue of Life.